# 王林祥
王林祥（1951年—），祖籍陕西府谷，生于内蒙古包头，汉族，中华人民共和国企业家、政治人物，鄂尔多斯集团董事局主席，全国人民代表大会内蒙古地区代表。

## 生平
毕业于内蒙古党校经济管理专业。1974年加入中国共产党。2008年当选第十一届全国人大代表。2013年当选第十二届全国人大代表。